# Rousset (Alpy Wysokie)
Rousset – miejscowość i gmina we Francji, w regionie Prowansja-Alpy-Lazurowe Wybrzeże, w departamencie Alpy Wysokie.

## Demografia
Według danych na rok 1990 gminę zamieszkiwały 172 osoby, a gęstość zaludnienia wynosiła 12 osób/km². W styczniu 2015 r. Rousset zamieszkiwało 161 osób, przy gęstości zaludnienia wynoszącej 11,2 osób/km².